# みつみ美里
みつみ 美里（みつみ みさと、11月16日 -）は、日本のゲームクリエイター（原画家・グラフィッカー）、同人作家。株式会社アクアプラスのLeaf東京開発室所属。東京都生まれ、埼玉県育ち。女性。
同人業界における第一人者的存在であり、サークル「Cut a Dash!!」を主宰している。同人活動においては、一次創作の漫画作品やイラストをまとめた同人誌を発行している。2005年12月のコミックマーケット69ではカタログ表紙の絵を担当したこともあり、かつてはコスプレ参加や、みつみが歌唱を担当した楽曲が同人CDとしてリリースされたこともある。
また同人作品「16bitセンセーション」は書籍化さらにはアニメ化にまで至る。

## 略歴
- 1991年から「Cut a Dash!!」という名の同人サークルを主宰、大学3年生の時有限会社アイデス（後のF&C）にグラフィッカーのアルバイトとして従事する。
- 1995年大学卒業後正社員として入社、カクテル・ソフト所属となる。
- 1996年『きゃんきゃんバニー プルミエール2』で原画家デビュー。なお、1995年7月21日に発売された『DORADORAエモーション 〜聖牌伝〜』でサブ原画として1キャラ10カットほど原画を描いているが、F&Cの公式記録には記述がない。この当時はパソコン用は「CARROT」という別PNを名乗っていた[3]。開発当初『Piaシャロットへようこそ!!』のタイトルだったものが、『Piaキャロットへようこそ!!』に変更になった事にみつみが関わっていたというのは誤りで、実際には上層部の判断であり、みつみは「1」の開発には従事していない。
- 1997年『Pia♥キャロットへようこそ!!2』（以下『Piaキャロ2』と略）がヒットしその名を知られるようになる。
- 1998年 アイデスを退社。同年、株式会社アクアプラスに入社し、『Piaキャロ2』のグラフィックを手がけた甘露樹らと共にLeaf東京開発室を設立する。
- 1999年『こみっくパーティー』の原画を担当する。
- 2002年 中嶋敦子の後任としてエンターブレイン（現・KADOKAWA）が発行する『月刊 E-LOGIN』2003年1月号（12月3日発売）より表紙イラストを担当する。（最終巻となる2003年12月号まで担当）
- 2003年『天使のいない12月』でサブ原画を担当する。
- 2004年『ToHeart2』の原画を担当し、翌2005年の同作の18禁版『ToHeart2 XRATED』の原画も担当する。
- 2006年『フルアニ』で自身初のフル動画のキャラクターデザインを担当する。
- 2008年『ToHeart2 Another Days』および『君が呼ぶ、メギドの丘で』で原画、キャラクターデザインを担当する。
- 2010年コミックマーケット78で販売されたスポーツドリンク『ComiCure』のイラストを担当。
- 2010年コミックマーケット79で販売された紅茶飲料『ComicTeaTime』のイラストを担当。
- 2016年「Cut a Dash!!」サークルの同人誌として「90年代美少女ゲームの現場を今のうちに記録しておこう企画本。」から『16bitセンセーション』が同人誌として登場し、そのイラスト担当。
- 2020年 KADOKAWAから商業誌版単行本『16bitセンセーション 私とみんなが作った美少女ゲーム』が発刊され原案担当。作画担当は若木民喜）
- 2022年コミックマーケット101にて、16bitセンセーションのアニメ化を告知。
- 2023年 16bitセンセーションがTVアニメ化、10～12月放映。(『16bitセンセーション ANOTHER LAYER』)

## 作品リスト

### アダルトゲーム
- カクテル・ソフト（IDES→F&C）在籍時
  - きゃんきゃんバニー プルミエール2
  - Pia♥キャロットへようこそ!!2
  - きゃんきゃんバニーPrimo
  - ぴあきゃろTOYBOX

- Leaf（アクアプラス）在籍時（1998年以降）
  - こみっくパーティー
  - 猪名川でいこう!!
  - 天使のいない12月
  - アルルゥとあそぼ!!
  - ToHeart2 XRATED
  - フルアニ
  - ToHeart2 AnotherDays
  - 君が呼ぶ、メギドの丘で

### 一般ゲーム
- カクテル・ソフト（IDES→F&C）在籍時
  - きゃんきゃんバニー プルミエール2

- Leaf（アクアプラス）在籍時
  - こみっくパーティー
  - ToHeart2
  - ToHeart2 ダンジョントラベラーズ
  - ダンジョントラベラーズ2 王立図書館とマモノの封印
  - ダンジョントラベラーズ2-2 闇堕ちの乙女とはじまりの書
  - うたわれるもの 偽りの仮面
  - うたわれるもの 二人の白皇

### その他
- ぴあきゃろG.O. TOYBOX 〜サマーフェア〜（カクテル・ソフト）
  - 開発には関わっていないが、カクテル・ソフト在籍時の書き下ろしイラスト等が収録されている。
- 『迷い猫オーバーラン!』の第12巻（最終巻）のイラストレーターを務めた。
- テレビアニメ『月詠 -MOON PHASE-』 第21話エンドカード
- テレビアニメ『俺の妹がこんなに可愛いわけがない』 第5話エンディングイラスト
- テレビアニメ『僕は友達が少ない』第11話エンドカード
- テレビアニメ『神のみぞ知るセカイ』 第4話予告イラスト
- テレビアニメ『ローゼンメイデン』新アニメ版 第1話エンドカード[4]
- テレビアニメ『うたわれるもの 偽りの仮面』キャラクター原案
- テレビアニメ『16bitセンセーション ANOTHER LAYER』原案

## 人物
- ペンネームの「みつみ美里」は高校時代より使用している。大ファンだったイラストレーターのいのまたむつみの名前より拝借[5]。雑誌PALETTAの2001年秋号にて、いのまたと対談を行った際「『むつみ』をもじって『みつみ』にした。今思うと『エヘッ、テレます』という感じ」と本人に伝えている。その対談では、目の前でイラストを描いて貰い恐縮しつつも歓喜していた。
- 自称は「みつみ」、原画に付記する略式サインや対談の略は「み3」。『こみっくパーティー』がヒットしていた時は登場キャラクター「大庭詠美」の愛称に由来して「ちゃん様」と呼ばれていたこともある。これは、大庭詠美が大手同人サークルの主宰者という設定で、「大庭詠美ちゃんさま」と自称することから。
- 小さい頃から自筆漫画や自作紙人形製作などにいそしんでいた。中学生の時はイラストレーターいのまたむつみのファン、高校生の時は漫研と美術部をかけもちしており漫画調イラストから本格的水彩画・油彩画を描いていた。ゲーム業界への道筋は大学進学時におぼろげながら描いており、経済学部進学の理由は「就職に有利そう&パソコン勉強できそうだったから」というものだった。アダルトゲーム業界に入る際、大手ゲーム会社は自分の実力と新卒という立場だと無理だが、アダルトゲーム会社であれば可能性がある、と冷静な分析の上で就職している。
- デビュー作の『きゃんきゃんバニー プルミエール2』は、きゃんきゃんバニーシリーズが当時のカクテル・ソフトの看板作品で、それまでシリーズの原画を担当していたあ（矢野尾雅俊）も人気があった事や、シリーズの人気キャラ「スワティ」をリニューアルして登場させなければならないという制約があった。プロモーション用のファンクラブ向けのグッズには、あの描いたイラストも交ぜて載せられていた。スワティ役の声優、吉野茜は、みつみの書いたプルミエール2のスワティを「大人しいというか、大人っぽい」、あの描いたスワティを「ぽちゃっとしたかわいい感じ」と評した。
- 『ToHeart2』において、当初は前作からの要素は出来る限り払拭するという方針から当初メイドロボは登場しない予定であったが、みつみの強い要望によって実現した。
- 趣味にも同人（読むのも描くのも）・ゲームと書くほど入れ込んでいる。他の趣味としてはスキー、バイク、音楽鑑賞など。好きなアーティストは年代によって多少のブレがあるが、L'Arc〜en〜Cielを挙げる事が多い。
- 鳥類、特に大のペンギン好きで、サークルのトレードマークはペンギン。自宅に、ぽー、ここっち、るー、という名のインコを飼っており、飼育の様子を描いたほのぼの4コマ漫画同人誌を発行するほど可愛がっている。

## 家族・交友関係など
- 同じLeaf東京開発室所属のスクリプター藤原竜は実弟。かつてはコナミのゲームを題材にした同人サークル「コナミズム」を主宰していた。また、姉弟でお互いの同人活動を手伝っていた事もある。その他の家族については不明。
- なかむらたけしは師匠にあたるとされている。Leaf主催の同人誌即売会『こみっくパーティー』カタログ内の、武内よしみによる事典のなかむらたけしの項には「みつみ・甘露の師匠」と記載されている。
- 原画家・イラストレーターの水城たくやは大学時代の先輩。
- 西又葵とは1995年ごろから付き合いがあり、互いの同人誌に寄稿したり、二人の同人コスプレ写真集を出した事もある。
- プロの漫画家やイラストレーター、同業者の中でもみつみの作風に影響を受けたという人物は多い。漫画家の赤松健は、同人作家時代みつみや甘露の絵をパラメーター化して研究していたと語っている。平木直利は、『Piaキャロ2』のユーザーアンケートハガキで「みつみさんのファン」とコメントした。原画家・イラストレーターの駒都えーじやみけおうは、画風の影響を受けた人物の一人にみつみの名を挙げている[6]。みつみの後に『Pia♥キャロットへようこそ!!3』の原画を描いた橋本タカシや、『Pia♥キャロットへようこそ!!G.O. 〜グランド・オープン〜』の原画を描いたひなた睦月は、みつみや甘露の絵に魅せられてF&Cに入社したほど敬愛していた。

## ディスコグラフィ
- そばにいてあげるよ
  - 歌：みつみ美里
  - 作曲：Ben
  - 作詞：不明
  - Charming Software（鷲見努による同人ソフトのブランド）の『VoiceMix2』（1997年）に収録
- Midnight Love call
  - 歌：みつみ美里
  - 作曲：Ben
  - 作詞：不明
  - Charming Softwareの『VoiceMix4』（1999年）に収録